# Allognosta orientalis
Allognosta orientalis är en tvåvingeart som beskrevs av Yang 1991. Allognosta orientalis ingår i släktet Allognosta och familjen vapenflugor. Inga underarter finns listade i Catalogue of Life.